# Alexandrina de Bleschamp
Maria Alexandrina Carlota Luísa Laurença de Bleschamp (em francês: Marie Laurence Charlotte Louise Alexandrine Jacob de Bleschamp, Calais, 23 de fevereiro de 1778 – Senigália, 13 de julho de 1855) foi a segunda esposa de Luciano Bonaparte e Princesa de Canino, e depois Princesa de Musignano em 1824.

## Vida

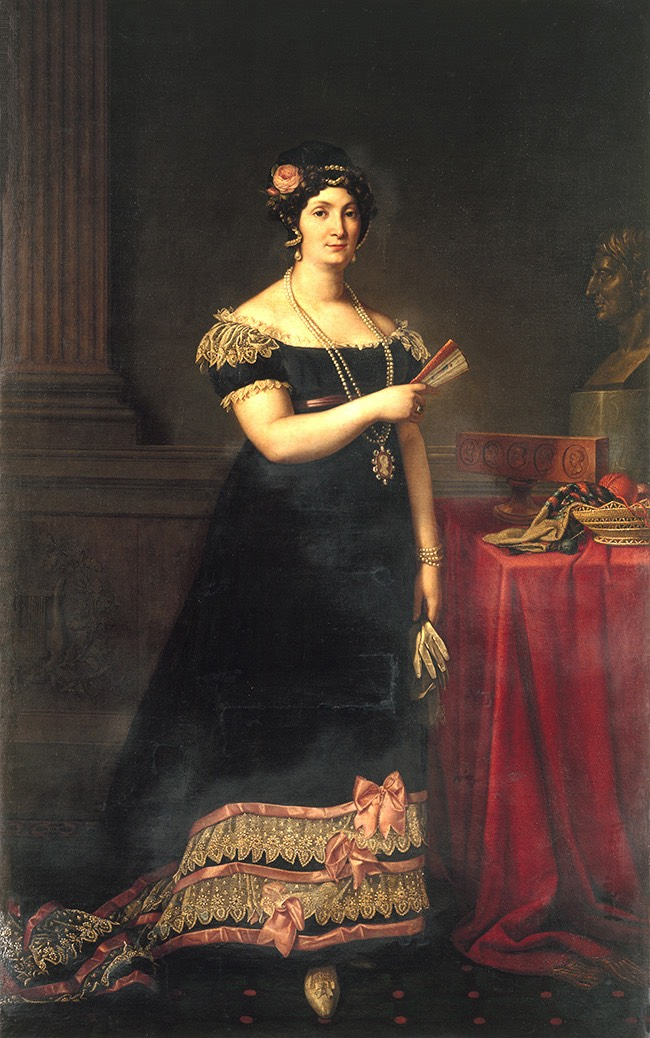
Alexandrina de Bleschamp

Nascida em 23 de fevereiro de 1778 em Calais, era filha de Charles Jacob de Bleschamp e de Philiberte Bouvet.
Casou-se com o banqueiro Hippolyte Jouberthon, com quem teve uma filha, Anna Jouberthon. Seu marido morreu em 1802, mesmo ano em que conheceu Luciano Bonaparte, também viúvo de sua primeira esposa, Cristina Boyer.
Em 1802, em segundas núpcias, Alexandrina casou com Luciano Bonaparte, irmão mais novo de Napoleão Bonaparte.
Quando Napoleão Bonaparte torna-se Imperador dos Franceses, Alexandrina e seu marido tornaram-se Príncipes de Canino.
Sua bisneta Maria Bonaparte casou-se com o príncipe Jorge da Grécia e Dinamarca.

## Filhos
De seu matrimônio com José Bonaparte, nasceram:
- Carlos Luciano Lourenço (1803–1857)
- Letícia Cristina (1804–1871)
- José Luciano (1806–1807)
- Joana (1807–1829)
- Paulo Maria (1808–1827)
- Luís Luciano (1813–1891)
- Pedro Napoleão (1815–1881)
- Antônio Luciano (1816–1877)
- Alexandrina Maria (1818–1874)
- Constança (1823–1876)

## Galeria

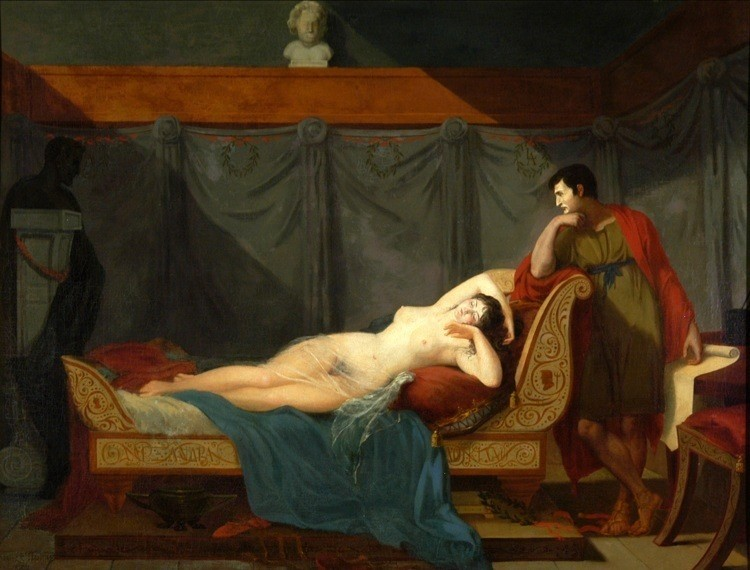
O Sono de Vênus (1802), de Guillaume Guillon-Lethière. Luciano Bonaparte observa sua mulher, Alexandrina de Bleschamp, enquanto esta dormia.